# Tysnes kommun
Tysnes kommun (norska: Tysnes kommune) är en kommun i Vestland fylke i västra Norge. Kommunens centralort är den tidigare tätorten Uggdal medan den enda tätorten är Våge.
Tysnes kommun består av öarna Tysnesøya (yta 197 km²), Reksteren (37,2 km²), Skorpo (8,8 km²) och 168 mindre öar. Kommunen gränsar i norr till Bjørnafjordens kommun, i öster till Kvinnherads kommun, i sydväst till Stords och Fitjars kommuner samt i väster till Austevolls kommun. 
Tidigare har kommunen tillhört dåvarande Hordaland fylke.

## Etymologi
Under förkristen tid och under medeltiden kallades Tysnesøy för Njarðarlǫg som med stor sannolikhet betyder Njords lagdomare [källa behövs]. Njord var bland annat gud för jakt, fiske och sjöfart. Under slutet av medeltiden föll n:et bort och under 15- och 1600-talet kallades ön Jarlo. Det är ovisst när namnet Tysnes kom till men en karta från 1776 namnger ön Iarløe, det gamla namnet i en fördanskad form. Tysnes var det tidigare namnet på gården och gränden där kyrkan låg i början av 1900-talet. Tysnes har fått sitt namn efter guden Tyr.

## Historia
Tysnes blev egen kommun 1838. Med undantag av ett mindre område på fastlandet med 67 invånare som överfördes till Kvinnherads kommun 1907 har Tysnes behållit sin gamla gränser.
Under medeltiden hölls Olavsgildet i Onarheim på Tysnes. Det var ett brödraskap som samlade folk från stora delar av Sunnhordland och Hardanger. Symbolen för Olavsgildet var två korslagda yxor med en krona över. Denna symbol blev senare Hordalands fylkesvapen. Yxorna i Tysnes kommunvapen har sitt ursprung i Olavsgildet.

### Tusenårsplats
Kommunens tusenårssted är Onarheim. Asplan Viak har utarbetat en modell och plan till en utformning av området. Dock är inte projektet genomfört på grund av den ekonomiska situationen i kommunen.

### Tysnes som kultplats
Magnus Olsen skrev 1905 att Tysnesøy hade ett stort antal ortnamn som vittnar om en förkristen tid. Under Dallandsfjellet ligger en gård med namnet Ve (= helig plats) och en med namnet Lunde som är relaterat till offerplats. Längre söderut på ön ligger ytterligare en gård kallad Lunde, och Vevattnet (=det heliga vattnet), samt Hovland gudhovsgården.
Svein Ove Agdestein har bevisat att solen fyra gånger om året pekar på en stor stenhög på själva Tysneset. Tjugo minuter efter solnedgång vid vintersolståndet kommer solen tillbaka i ett smal spricka och lyser i 7-8 minuter på stenhögen. Och bara på den, medan resten av området ligger i skugga. Vid sommarsolståndet går solen ned bakom ett berg i Os men tittar fram på nordöstsidan och skiner några få minuter på Tysneset innan den går ned för gott. Vid vår- och höstdagjämning sker samma sak, fast då vid Dallandsfjellet. Solen lyser på Tysneset med samma styrka vid alla solståndspunkter under året. Då är Tysneset upplyst av solen, medan resten av området ligger i skugga. (Se fimlinspelning av landskapet med förklaring).
Detta speciella naturfenomen kan vara orsaken till att området ansågs som heligt och att det senare restes en kyrka där. Stenhögen på solskenspunkten grävdes ut av Eyvind de Lange 1915 och av Jacob Kvalvaag 1965. Stenhögen är 20 meter i diameter och runt fem meter hög. Vid utgrävningen fann man ingen grav utan en ruin efter en liten byggnad av jord och sten.

## Kommunvapen
Tysnes kommun har inte haft ett godkänt kommunvapen men kommunen har ändå använt ett vapen med två korslagda yxor med en sparre sedan 1971. 2020 beslöt sig kommunen för att ändra vapnet och byta ut sparren mot en krona. Vapnets motiv är därmed sedan dess detsamma som det tidigare fylket Hordaland hade i sitt vapen, fast med andra tinkturer.

Hordalands gamla fylkesvapen från 1961.
Tysnes gamla kommunvapen från 1971.

## Geografi

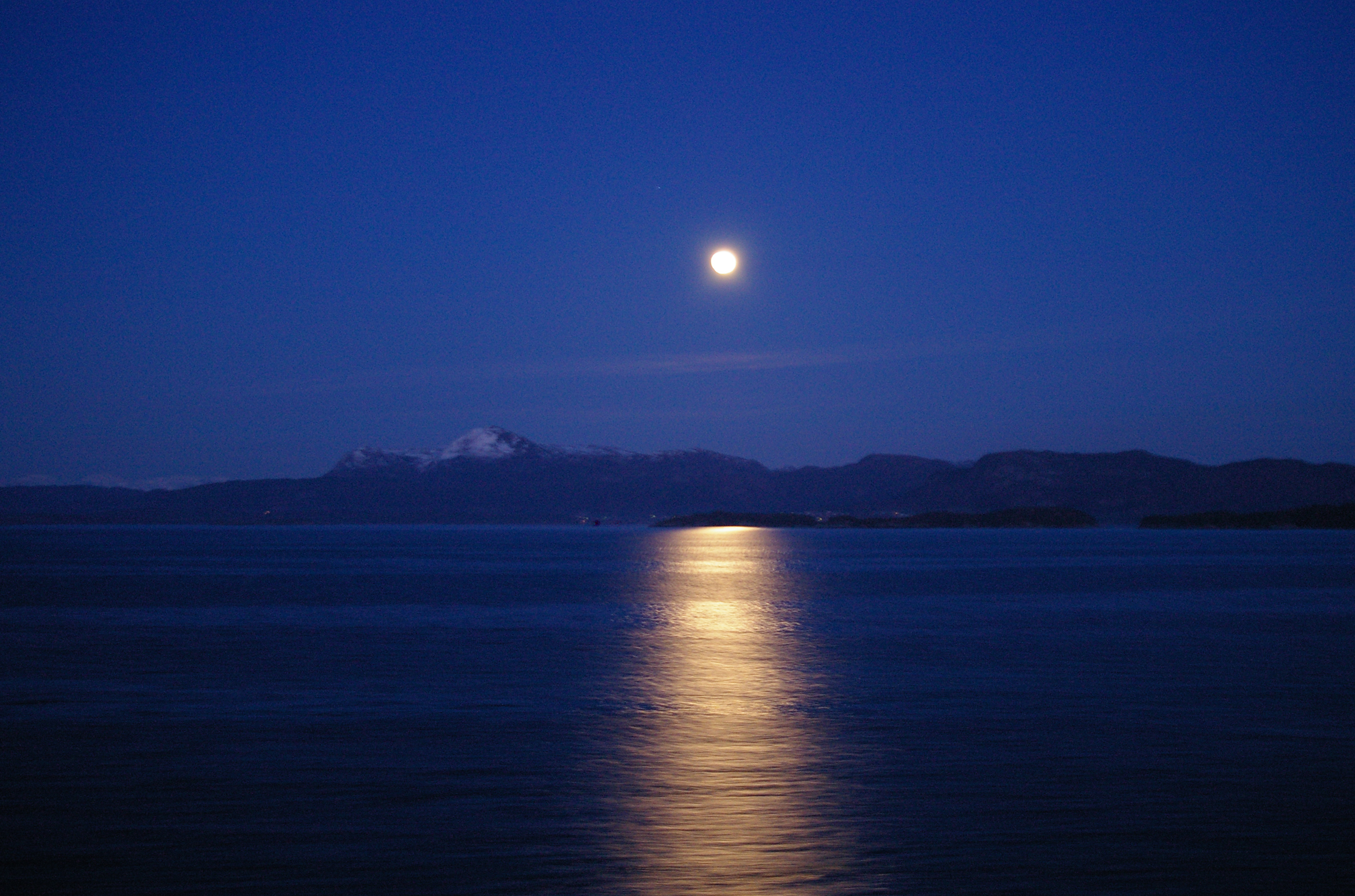
Bjørnefjorden i månljus.

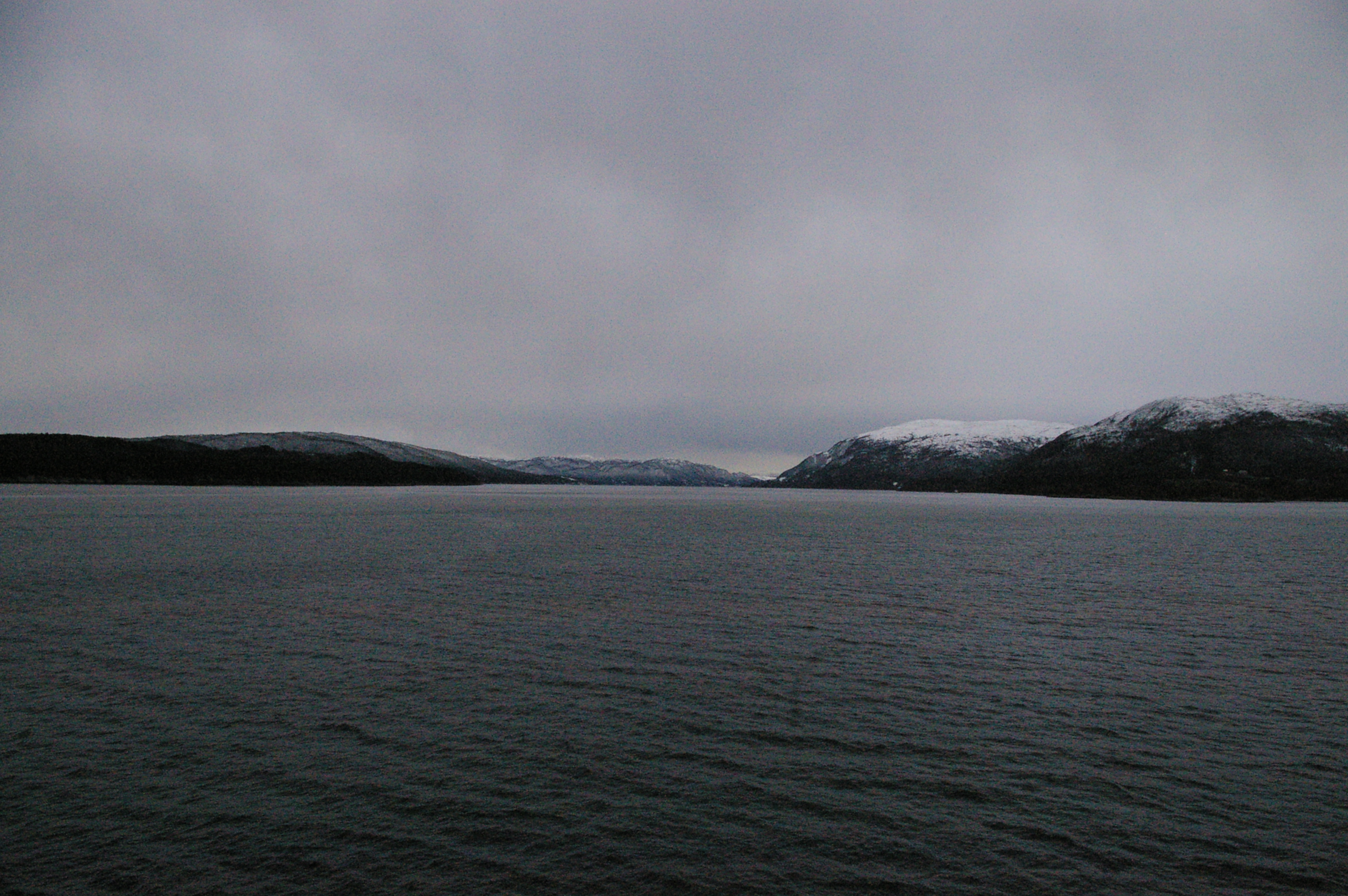
Langenuen.

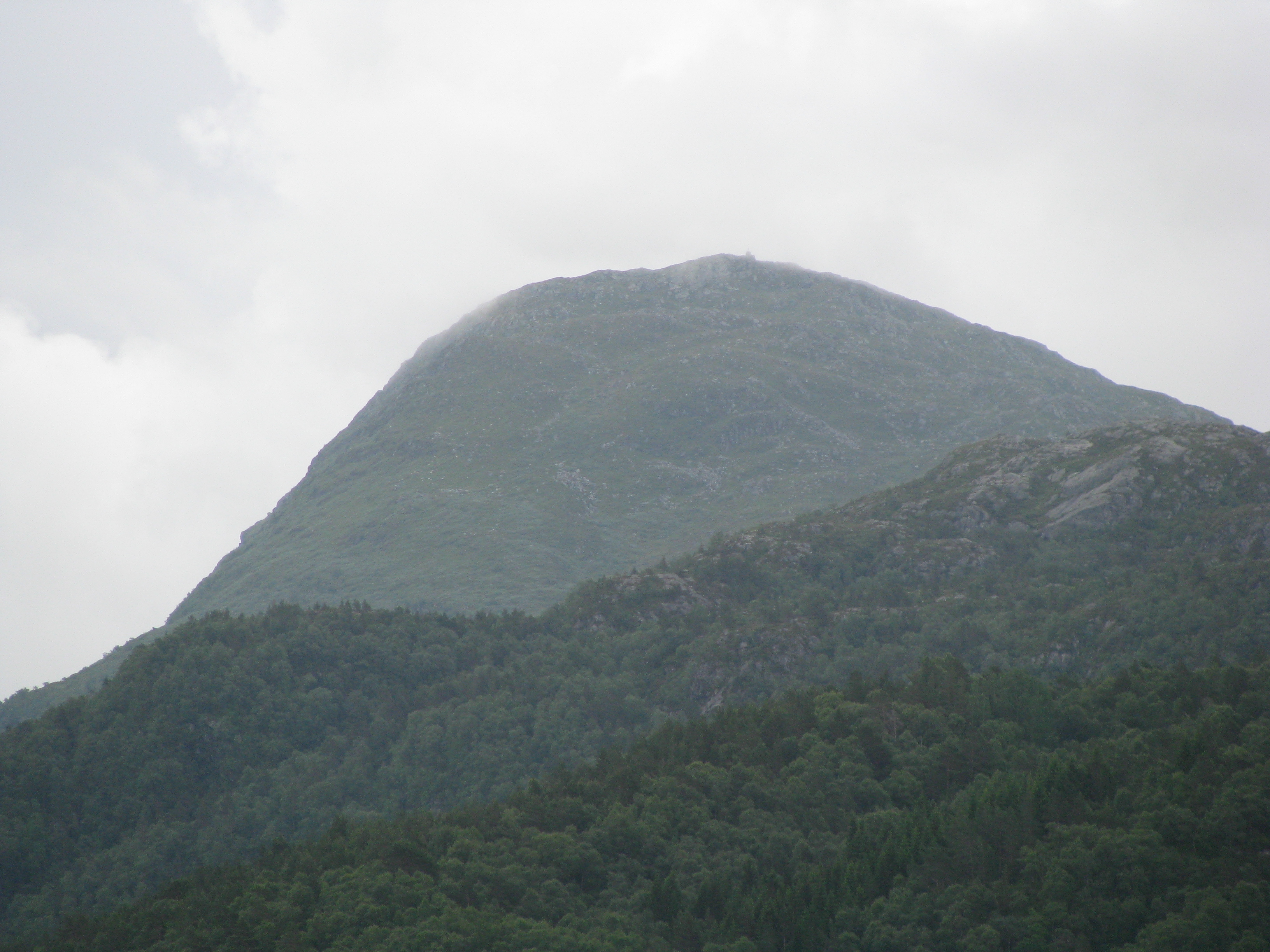
Tysnessåta är Tysnes kommuns högsta berg.

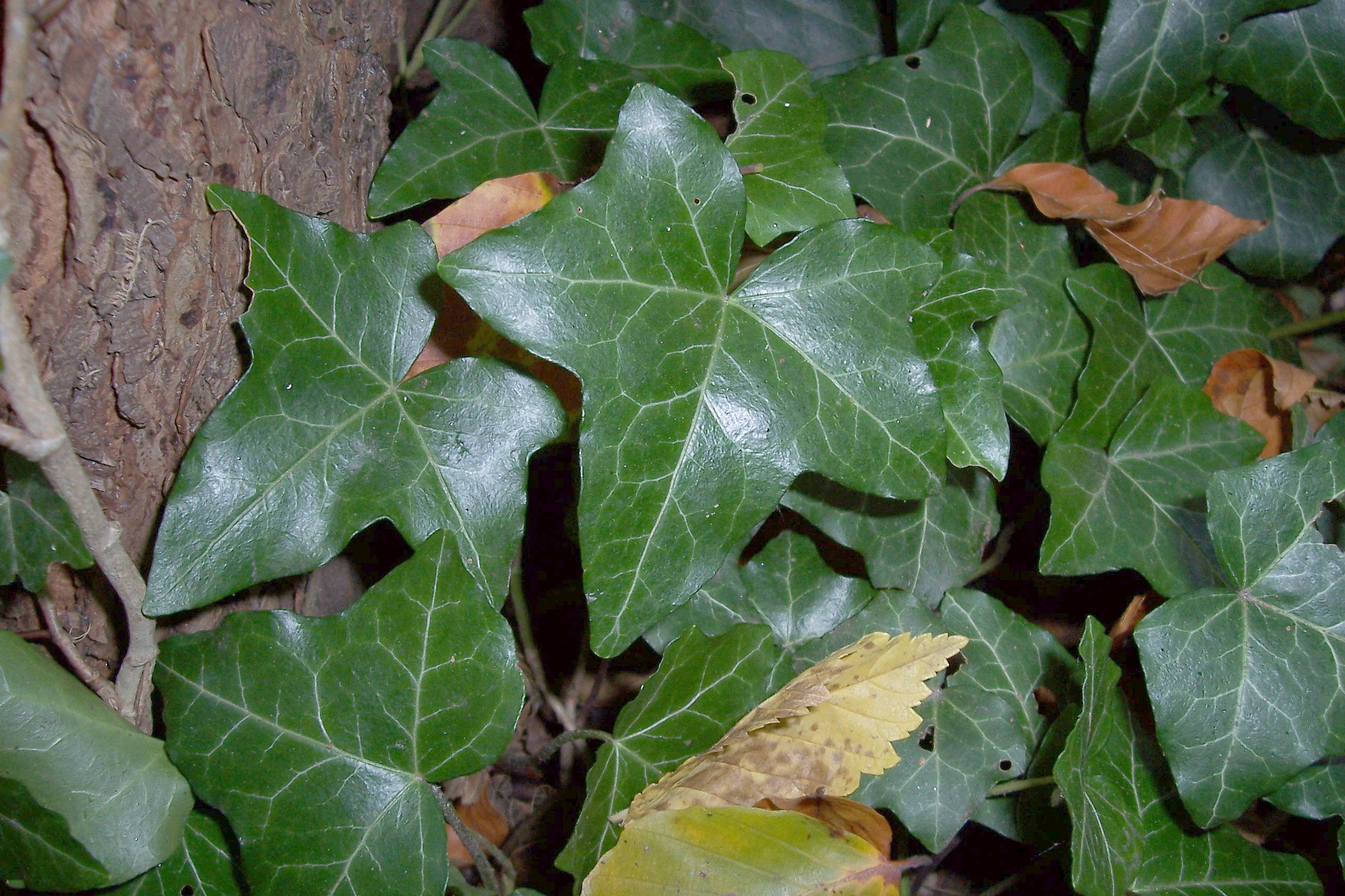
Murgröna är Tysnes kommuns kommunblomma.

Tysnes kommun består av en samling öar som ligger ytterst i Hardangerfjorden. Den största ön är Tysnesøy, andra större öar är Reksteren och Skorpo. Ön Godøyene är bebodd. Det finns även ett antal mindre öar som Seløya, Ånuglo och Vernøya.
Tysnes kommun gränsar mot både Os kommun och Fusa kommun i norr, Kvinnherads kommun i öst, Stords kommun och Fitjars kommun i sydväst och mot Austevolls kommun i väst. Tysnes är den nordligaste kommunen som räknas till Sunnhordland och har därför bundit sig starkare med andra kommunen runt Bjørnefjorden, särskilt Fusa kommun där Lukksund bro förbinder Tysnes med fastlandet.

### Areal och landformer
Tysnes kommun har en total areal på 482,48 km² varav 255,17 km² består av fastland och öar. Kommunen har 0,03 km² älvar, 9,16 km² myr, 173,10 km² skog, 8,36 km² brukad mark, 0,11 km² tätbebyggelse och 0,03 annat (vägar etc.) Tysnes var tidigare främst en jordbrukskommun men har idag både små och mellanstora industriverksamheter. Landskapet skiftar från kala klippor i väst till frodiga och unika skogar i öst. Mitt emellan ligger fjällområden med toppar på över 750 meters höjd.

### Öarna
Tysnes är en ö-kommun men många små och några stora öar. Förutom Tysnesøya och Reksteren är Skorpo och Godøyene bebodda öar.

#### Tysnesøya
Tysnesøya är den största ön i Tysnes kommun. Arean är på 199 km² och centralorten Uggdal såväl som den enda tätorten i kommunen Våge ligger på ön. Den högsta punkten på ön är Tysnessåta som sträcker sig 753 meter över havet. Lukksundsbron går till fastlandet vid Bjørnafjordens kommun. Ön har färjeförbindelse från Våge till Halhjem i Bjørnafjordens kommun och från Hodnanes till ön Huglo och Jektavik på ön Stord i Stords kommun. Langenuen går längs västsidan av ön och i norr ligger Bjørnefjorden och i öster ligger Onarheimsfjorden.

#### Reksteren
Reksteren är en ö i Tysnes kommun. Arean är 37 km² och högsta punkt är Dalstuva på 336 meter. Ön har omkring 250 fasta invånare. Det finns en broförbindelse till Tysnesøy över Bårdsund på södra delen av ön. I Flygansvær på Reksteren ligger det ett fort från andra världskriget. På norra Reksteren ligger Bjørnafjorden medan Langenuen ligger i väst. Mellan Reksteren och Tysnesøy ligger Søreidsvika.

## Orter

### Tätorter
I Tysnes kommun finns en tätort:
- Våge

Kommunens centralort Uggdal har tidigare räknats som en tätort men uppfyller inte längre kriterierna.

### Andra orter
- Lunde
- Onarheim
- Reksteren

### Våge
Våge är kommunens enda tätort med 539 invånare 2008. Några kilometer åt söder ligger Uggdal som är kommunens centralort. Från Våge går det färja till Halhjem i Bjørnafjordens kommun. Detta gör Våge till en central plats.

## Kommunikationer
Ön Tysnesøya har flera färjeförbindelser, bland annat från Hodnanes till Jektavik och från Våge till Haljem. Lukksundsbron knyter ihop ön med fastlandet och Kvinnherads kommun. Fylkesväg 549 går tvärs igenom Tysnes kommun, från Hodnanes i söder till Lukksundsbron i norr. Kommunens enda tätort Våge ligger endast 40 minuter från Haljem i Bjørnafjordens kommun via färja. Godøyene, som ligger norr om Tysnesøya, har fast förbindelse via den lilla ön Bleika. Utöver det har även de båda öarna Reksteren och Skorpo en fast vägförbindelse med Tysnesøya.
Det planerade vägprojektet Hordfast kommer troligtvis att gå igenom Tysnes kommun.

## Politik
Kommunstyrelsen i Tysnes kommun har 21 representanter. Under perioden 2011-2015 var sex partier representerade.
- Arbeiderpartiet 6 mandat
- Høyre 4 mandat
- Fremskrittspartiet 4 mandat
- Kristelig Folkeparti 3 mandat
- Senterpartiet 2 mandat
- Venstre 2 mandat

Kjetil Hestad (Ap) är borgmästare och Aud Kaldefoss (KrF) är viceborgmästare.

## Utbildning
Det finns fem grundskolor i Tysnes kommun, Lunde skola, Onarheims skola, Reksterens skola, Tysnes skola och Uggdals skola. Tysnes har inget gymnasium, så eleverna måste åka till någon av kommunerna Fitjar, Stord eller Bjørnafjorden för att studera vidare.

## Kultur

### Kyrkor
Tysnes har många kyrkor i förhållande till antal invånare. Det finns fyra kyrkor på Tysnes, samtidigt som Stord kommun endast har två.
Kyrkor på Tysnes:
- Reksterens kyrka i Reksteren,
- Uggdals kyrka i Uggdal,
- Onarheims kyrka i Onarheim
- Tysnes kyrka i Våge

### Socknar
Inom Norska kyrkan är Tysnes kommun sedan 2012 indelad i tre socknar:
- Onarheims socken
- Tysnes socken
- Uggdal og Reksterens socken

Socknarna ingår i Sunnhordlands prosteri i Bjørgvins stift.

### Tidningar
- Tysnesbladet

Tidningen Sunnhordland som kommer från grannkommunen Stord ges ut här.

### Tysnesfest
Tysnesfest är en musikfestival i Våge. Den lockar en stor publik och hade 2009 15 000 betalande gäster. Festivalen har flera gånger haft stora och kända musiker på scenen. Bland annat Jahn Teigen, Donkeyboy och A1. Antalet besökare ökar och 2011 hade festivalen nästan 19 000 besökare.

## Näringsliv
I Tysnes kommun finns det cirka 1400 fritidshus och i förhållande till antalet fastboende är Tysnes den största fritidskommunen i Sunnhordland. En av de äldsta näringarna på Tysnes har varit kalkbränning. Man har bränt kalk på ön sedan 1300-talet. Skogen har alltid varit viktig för Tysnes. I samband med skottehandelen på 1500-talet sålde man trä, båtar och ferdighus och köpte saker och redskap från skottarna.

## Kända personer
- Claus Pavels Riis, författare (1826–1886)
- Johannes Heggland, författare (1919–2008)
- Geir Austvik, fotbollsspelare (Sportsklubben Brann) (f. 1960)
- Ingelin Røssland, författare (f. 1976)